# Noord-Afrikaanse klimaatcyclus
De Noord-Afrikaanse klimaatcyclus bestaat uit een afwisseling van duizenden jaren droogte en duizenden jaren met een natter klimaat. De cyclus heeft een geschiedenis die tot miljoenen jaren terug gevolgd kan worden. Het klimaatpatroon van de Sahara wordt gekenmerkt door belangrijke veranderingen in de sterkte van de Noord-Afrikaanse moesson. Als deze moesson op zijn sterkst is, komt de tropische regenzone in de zomer verder naar het noorden en nemen de jaarlijkse neerslag en de vegetatie in de Sahara toe. Dit resulteert in wat wel de "groene Sahara" wordt genoemd. In een periode met een zwak ontwikkelde moesson gebeurt het omgekeerde en ontstaat de "woestijn-Sahara". Het grootste deel van het gebied kent sinds 4000 à 5000 jaar geleden een woestijnklimaat. De verandering van een groene Sahara naar de grootste woestijn ter wereld is een van de grootste omgevingsveranderingen van de laatste 10.000 jaar.
Variaties in het klimaat van noordelijk Afrika kunnen toegeschreven worden aan wijzigingen in de instraling van de zon. Die worden veroorzaakt door variaties in de baan van de aarde zoals omschreven in de theorie van Milankovitch.
Deze cyclische variaties worden wel de Milanković-parameters genoemd:
- de precessie van de aardas; een tollende beweging in de draaiing van de aarde (periode van 23.000 jaar)
- variaties in de excentriciteit van de aardbaan (perioden van 100.000 en 400.000 jaar); de baan van de aarde om de zon is geen zuivere cirkel maar een ellips, de ellips als geheel maakt enigszins een zwabberbeweging
- obliquiteit: verandering van de hoek van de aardas ten opzichte van de omloopbaan; deze schommelt tussen 22,0° en 24,5° in een periode van ongeveer 41.000 jaar

Precessie wordt beschouwd als de belangrijkste factor. De andere factoren versterken de precessie als de "pieken" toevallig ermee samenvallen; vallen de pieken niet samen dan wordt de invloed van precessie gedempt.
De parameters bepalen de intensiteit en verdeling van zonne-instraling op aarde, daarmee zijn ze medeverantwoordelijk voor de (langetermijn)variaties in het klimaat.

## Langetermijn-moessonhypothese

### Ontstaan hypothese
De gedachte dat veranderingen in zonne-instraling, veroorzaakt door parameters van de baan en omwenteling van de aarde, een sturende factor zijn bij langetermijnvariaties in de moesson werd voor het eerst aan het eind van de 19e eeuw geuit door Rudolf Spitaler. Milankovitsj deed zijn onderzoek in het 1e deel van de 20e eeuw; de hypothese werd in 1981 getoetst door de meteoroloog John Kutzbach. De bevindingen van Kutzbach over de invloed van zonnekracht op wereldwijde moessonpatronen zijn breed geaccepteerd geraakt. In 2001 gaf Ruddiman er de naam "Orbital Monsoon Hypothesis" aan.

### Instraling
Instraling, de hoeveelheid zonnestraling die door een bepaald oppervlak in een periode wordt ontvangen, is de fundamentele factor achter de langetermijn-moessonhypothese. Omdat continenten naar de zomer toe sneller opwarmen dan oceanen, en naar de winter toe sneller afkoelen, ontstaat het windpatroon bekend als de moesson. De hoeveelheid instraling in de zomer is belangrijker voor het klimaat van een gebied dan de hoeveelheid in de winter. Dat komt omdat de winterperiode altijd droog is. De flora en fauna in een moessonklimaat worden bepaald door de hoeveelheid neerslag in de zomerperiode. Over perioden van tienduizenden jaren verandert de instraling in een complexe cyclus gebaseerd op de parameters van de omwenteling en baan van de aarde. Dat leidt tot een toe- en afname van de sterkte van de moesson en de neerslaghoeveelheid in de zomer. Diverse geologische vondsten tonen dat de Noord-Afrikaanse moesson gevoelig is voor (langzame) variaties in instraling waardoor langetermijntrends in de moesson ontstaan. De tamelijk snelle veranderingen van "groene Sahara" naar "woestijn-Sahara" worden er echter niet geheel door verklaard.

### Precessie

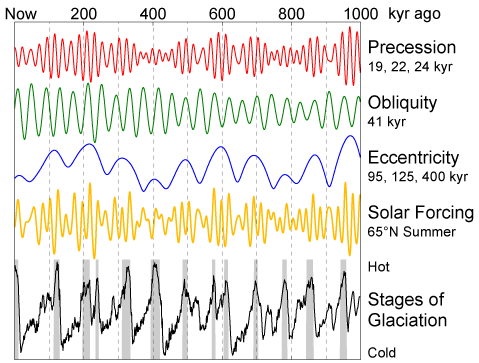
De Milanković-parameters

Precessie kan in twee fasen worden onderscheiden. De eerste is het wiebelen van de rotatie-as van de aarde, als bij een draaiende tol. De tweede is de precessie van de ellips, het is de langzame rotatie van de elliptische baan om de zon. Gecombineerd leveren de twee fasen een sterke cyclus op die 23.000 jaar duurt, afgewisseld met zwakke cycli van ongeveer 19.000 jaar.
Variaties in de sterkte van de Noord-Afrikaanse moesson bleken vooral gerelateerd aan de 23.000-jarige cyclus. De relatie van de moesson met deze cyclus wordt veroorzaakt doordat precessie de hoeveelheid ontvangen zonnewarmte beïnvloedt. De instraling op het noordelijk halfrond is maximaal als de precessiecyclus zodanig is dat het noordelijk halfrond naar de zon gekeerd is tijdens het perihelium. Daar wordt de moesson sterker van. Ongeveer 9.000 jaar geleden was dat het geval, het perihelium was rond eind juli. Anderzijds, als het noordelijk halfrond tijdens een aphelium naar de zon is gekeerd, is de zonne-instraling op een minimum en is de Noord-Afrikaanse moesson zwak. Tegenwoordig valt het perihelium begin januari.

### Obliquiteit
Obliquiteit betreft de hoek die de rotatie-as van de Aarde maakt met het draaivlak om de zon. Tegenwoordig is deze ongeveer 23,5 graden. Op de lange termijn varieert deze echter omdat de massa van de Aarde ongelijk over de planeet is verdeeld, en vanwege de zwaartekracht van andere hemellichamen. Als gevolg hiervan varieert deze hoek tussen 22,2° en 24,5° met een cyclus van 41.000 jaar.
Een kleinere respectievelijk grotere hoek verzwakt resp. versterkt de invloed van precessie. Een grotere obliquiteit vergroot het temperatuurverschil tussen de polen en de tropen en maakt de moesson actiever. Een tweede verklaring is dat obliquiteit de bandbreedte van de tropen afwisselend kleiner en groter maakt. Het gebied tussen de steenbokskeerkring en de kreeftskeerkring verschuift tussen 22,2° en 24,5° zuider- en noorderbreedte. Bij een maximumhoek kunnen in de zomer de tropische regens verder naar het noorden komen. Verdere bevestiging van dit proces is gevonden met een wereldwijd klimaatmodel, waarbij bleek dat precessie en obliquiteit in combinatie voor een hogere neerslag in Noord-Afrika kunnen zorgen door een grotere hoeveelheid zonnewarmte.

### Excentriciteit
Excentriciteit betreft de mate waarin de jaarlijkse baan van de aarde om de zon afwijkt van een perfecte cirkel. Bij een perfecte cirkel heeft de excentriciteit een waarde van nul, bij een parabool is de waarde gelijk aan 1. De Aarde heeft twee cycli van excentriciteit van resp. 100.000 en 400.000 jaar. De waarde varieerde in de loop van de tijd tussen 0,005 en 0,0607; tegenwoordig is deze ongeveer 0,0167. De waarde zegt iets over de variërende afstand tot de zon en heeft daarmee een versterkende (dichter bij de zon) of dempende (verderaf) invloed op de precessie. Als de baan meer ellipsvormig is, zal het halfrond dat in het perihelium naar de zon is gekeerd, iets warmere zomers en koudere winters hebben door een groter verschil in instraling. Het andere halfrond zal een kleiner temperatuurverschil tussen zomer en winter kennen door een kleiner instralingsverschil. In de 20e/21e eeuw valt het perihelium in januari. Het noordelijk halfrond heeft daarmee een iets kleiner temperatuurverschil tussen zomer en winter, wat bijdraagt aan de huidige droogte in Noord-Afrika.
Excentriciteit wordt niet gezien als de primaire beïnvloeder van de moessonsterkte. Net als obliquiteit dempt of versterkt het de instralingsverschillen als gevolg van precessie. Dit wordt ondersteund door onderzoek aan door de wind vanuit de Sahara aangevoerde stoflagen in het oostelijk Middellandse zeegebied. Perioden van kleinere en grotere hoeveelheden hematiet corresponderen met de cycli van 100.000 en 400.000 jaar. Perioden met een vochtiger klimaat tonen een kleinere hoeveelheid stof.

### Vertraging
Een vergelijking van klimaatgegevens laat zien dat er een vertraging is van 1000 tot 2000 jaar in het optreden van een maximum in de Noord-Afrikaanse moesson, vergeleken met wat verwacht mag worden. De reactie van het moessonsysteem op veranderingen in de zonne-instraling is niet onmiddellijk. Een eerste verklaring kan gegeven worden door te wijzen op een analogie met het hoogtepunt van de huidige moesson in de zomer, die gemiddeld na 21 juni valt. De langzame verschuiving veroorzaakt door een 23.000-jarige cyclus verloopt met een verhoudingsgewijs vergelijkbare vertraging.
Er zijn nog twee andere verklaringen aangedragen. De eerste is dat de ontwikkeling van de moesson in de (sub)tropen, na een wereldwijd koudere periode, wordt vertraagd door het langzame smelten van poolijs. De versterking van het moessonpatroon wordt pas merkbaar als het poolijs zodanig is afgenomen dat de invloed ervan op de moesson minimaal is. De tweede verklaring is dat de relatief koele tropische oceanen, aan het eind van een wereldwijd koudere periode, er lang over doen op temperatuur te komen en tot die tijd onvoldoende kunnen dienen als bron voor een toename van moessonregens.

## Andere aanwijzingen

### Sedimenten
In de oostelijke Middellandse zee komen lagen organische sedimenten voor die meer dan 2% koolstof bevatten. Deze komen wat betreft ouderdom overeen met perioden van maximale instraling van de precessiecyclus. In zo'n periode zorgt de sterkere en naar het noorden uitgebreide zone met moessonregens voor zware regen langs de boven- en middenloop van de Nijl. Dit regenwater stroomt naar zee waar de meegevoerde organische materialen bezinken.

### Paleomeren
Aanwijzingen voor het hebben bestaan van grote meren in de Sahara zijn te vinden in gegevens van geologisch onderzoek. De meren vullen zich als de instralingscyclus naar een maximum gaat en drogen naar het minimum toe weer op. Het grootste paleomeer was Lake Megachad, dat op zijn grootst 173 meter diep was en een gebied besloeg van 400.000 km2.
Het tegenwoordige overblijfsel ervan is het Tsjaadmeer, met een maximale diepte van 11 meter en een oppervlak van 1350 km2. Satellietfotos van de vroegere kustlijn tonen dat het meer heeft bestaan onder twee overheersende windrichtingen: een noordoostenwind die overeenstemt met het tegenwoordige windpatroon dat hoort bij een zwakke Noord-Afrikaanse moesson, en een zuidwestenwind die kenmerkend is voor een sterke moesson.

### Zoetwaterdiatomeeën
Een andere aanwijzing voor veranderingen in de moesson kan worden gezien in afzettingen van zoetwaterdiatomeeën in de oceaan ten westen van Afrika. Boorkernen uit dat gebied bleken duidelijke lagen van het zoetwaterdiatomee Aulacoseira Granulata, of Melosira Granulata te bevatten. Deze lagen zijn om de 23.000 jaar te zien, met een vertraging van 5000 tot 6000 jaar na een maximum van de precessie.
De grote vertraging is te verklaren uit het feit dat 1000-2000 jaar na een maximum, de meren in de Sahara hun grootste omvang hebben. Daarna begint het geleidelijke opdrogen waarbij langs de oevers het sediment met diatomeeën komt vrij te liggen. Als in de winter de overheersende noordoostenwind opsteekt, kan het als stof duizenden kilometers naar zee waaien. Dit proces kost dus veel tijd. Omdat deze elementen ook met rivierwater naar de oceaan worden gevoerd, dienen de boorkernen afkomstig te zijn uit een verder uit de kust gelegen gebied waar de invloed van uitstromende rivieren minimaal is. Uit de onderzochte boorkernen is geconcludeerd dat de tegenwoordige droogte in een relatief korte tijd van enkele eeuwen, rond 3.500 v. Chr. is begonnen.

### Opwellen koud Atlantisch water
Variaties in de hoeveelheid opwellend koud water in het oosten van de tropische Atlantische oceaan ondersteunt de theorie van de moessoncyclus veroorzaakt door precessie. Als de instraling op haar sterkst is, worden de passaatwinden tussen de Azoren en de evenaar, sterk afgebogen richting de Sahara. Het opwellen van koud water wordt daardoor verminderd, zodat het oceaanwater in de pelagische zone voor de kust van West-Afrika warmer wordt. Aanwijzingen hiervoor zijn gevonden in boorkernen met daarin naar de bodem gezonken plankton. Planktonsoorten die in koud respectievelijk warm water voorkomen, wisselen elkaar af met perioden van 23.000 jaar, conform de precessiecyclus.

## Vochtige periode
De Afrikaanse vochtige periode trad op tussen 14.000 en 5.500 jaar geleden en was de laatste keer dat een "groene Sahara" optrad. De omstandigheden in de Sahara werden in deze periode gedomineerd door een sterke Noord-Afrikaanse moesson met meer regenval dan tegenwoordig. De vegetatie werd hier uiteraard door beïnvloed. Het grootste deel van de Sahara bestond toen uit uitgestrekte steppen. De Sahel ten zuiden van de Sahara was grotendeels in een savanne veranderd, met meer boomgroei dan tegenwoordig.
 Tegenwoordig is de Sahara een woestijn en de Sahel een steppe, naar het zuiden overgaand in savanne. In de nattere periode was er sprake van een aantal meren en rivieren die waterwegen vormden. De vier grootste meren waren het Megatsjaadmeer, Megafezzan-meer, Ahnet-Mouydir, en Chotts Megameer. De grotere rivieren waren de Sénégal, de Nijl, de Sahabi en de Kufra. De waterwegen vormden verplaatsingsroutes voor dieren, planten en mensen zodat ze zich over de Sahara konden verspreiden.

### Begin en einde
Geologisch onderzoek lijkt erop te duiden dat zowel begin als einde van de nattere periode tamelijk abrupt waren. Voor beide geldt dat ze plaatsvonden in een tijdsbestek van tientallen jaren tot enkele eeuwen. Begin en einde vonden beide plaats toen de zonne-instraling een waarde had van ongeveer 4,2% boven de huidige. Veranderingen in de instralingscyclus zijn echter te geleidelijk om dit soort relatief snelle omschakelingen te bewerkstelligen. Er zijn daarom aanvullende verklaringen gezocht. Een ervan is de interactie tussen vegetatie en de atmosfeer. Computermodellen waarin de relatie tussen vegetatie, atmosfeer (hoeveelheid regen) en instraling in Noord-Afrika werd onderzocht, toonden de mogelijkheid van snellere veranderingen tussen een "groene Sahara" en "woestijn Sahara" regime. De resultaten duiden op het bestaan van kritische drempelwaarden die, eenmaal overschreden, het Saharagebied vrij snel doen veranderen van groen naar woestijn of omgekeerd. Een steppevegetatie kan zich bijvoorbeeld handhaven tot de neerslag per jaar afneemt tot 300 mm; bij een langzame verdere daling in volgende jaren sterft de begroeiing snel af. Ook kan woestijnvorming ontstaan door onjuist bodemgebruik.

### Het Yoameer
Onderzoek van afzettingen in het Yoameer, een van de meren van Ounianga in het noorden van Tsjaad, wijst erop dat de afname van de neerslag en het verdwijnen van vegetatie geleidelijk verliepen. Het onderzoek laat zien dat de zoetwaterhabitat met een aantal meren verdween, enkele kleine meren met een hoog zoutgehalte bleven over. Dit vond plaats tussen 2200 en 1900 v.Chr. Bij afname van de neerslag vond geen afwatering meer plaats, alleen nog verdamping. Dat leidde tot een vrij snelle stijging van het zoutgehalte. De natuurlijke omgeving als geheel veranderde volgens dit onderzoek echter veel langzamer, vanaf 4000 v.Chr. werd het geleidelijk droger. De vegetatie veranderde in fasen van savanne via steppe naar woestijn tussen ongeveer 3600 en 700 v.Chr. Rond 3600 nemen de aanwezigheid van Acacia, Boerhavia en Tribulus toe; tropische soorten verdwenen. Een duidelijke afname van de hoeveelheid graspollen duidt op het schaarser worden van de grasbedekking tussen 2800 en 2300 v.Chr. Het windpatroon veranderde waarbij vanaf 700 v.Chr. tot heden de wind vrijwel het hele jaar noordoost is en moessonregens het gebied niet meer bereiken. De vegetatie bestaat vanaf dan uit woestijnsoorten als Artemisia, Salvadora persica en Ephedra. Dit onderzoek benadrukt dat de geconstateerde veranderingen geleidelijk hebben plaatsgevonden; de overgang van "groen" naar woestijn vond niet plaats binnen enkele eeuwen maar langzamer. De jaarlijkse neerslag in het Ounianga-gebied wordt geschat op 250 mm rond 6000 v.Chr tot <150 mm rond 2300 en <50 mm vanaf 700 v.Chr tot heden.

## Oost-Afrika
Op flinke afstand van de Sahara laat ook de Kilimanjaro natte en droge periodes zien.
De gletsjers op de Kilimanjaro begonnen zich te vormen vanaf 9000 v.Chr., in de nattere periode. Vijf boorkernen uit deze gletsjers, genomen in het jaar 2000, duiden op droogteperiodes rond ongeveer 6300; 3200 en 2000 v.Chr. Volgens deze onderzoekers traden de droogtes tamelijk abrupt op en werden afgewisseld door tijdvakken met wat meer neerslag; trapsgewijs werd het echter steeds droger. Het Magadimeer en Natronmeer op de grens van Tanzania en Kenia was gevuld met een paleomeer van 50 meter diep en 1600 km² groot. De jaarlijkse neerslag in het Tsjaadmeer werd geschat op 650 mm; tegenwoordig bedraagt deze 350 mm. De neerslag in delen van Ethiopië werd 47% hoger geschat dan tegenwoordig.
De eerste droogteperiode (+/- 6300 v.Chr.) in Noordoost-Afrika was vrij kort maar hevig en viel samen met een wereldwijde afname van methaan rond die tijd, de koudeperiode van rond 6200 v.Chr., zoals gemeten in het GRIP (Greenland Ice Core Project). De ijskernen duiden waarschijnlijk op een grote en snelle daling van de waterstanden van meren rond 6300 v.Chr., ze bevatten hoge concentraties F- en Na+. Volgens dit onderzoek is het van 4500 tot rond 3200 v.Chr. weer natter geweest, niet zo nat als tijdens de groene Sahara maar wel natter dan tegenwoordig. Onderzoek in de Ziway-Shalameren (Ethiopië) is hiermee in overeenstemming. De meren groeiden van 8000 - 6500 v.Chr. in omvang, daarna begonnen ze af te nemen. Van 4500-3200 v.Chr. was er weer een toename; daarna opnieuw dalende waterstanden. Deze lage waterstanden duren voort tot in het begin van het 3e millennium na Chr.
Een tweede verdroging trad op tussen 3200 en 2000 v.Chr. Gelijktijdig optredende verschijnselen zijn: monsters uit de ijskernen duiden op dalende waterstanden in de Ziway-Shalameren; aanwijzingen in de Sorekgrotten in Israël; afname van de vegetatie en een laag methaangehalte in Groenlandse ijskernen. Ook ontstaan in deze periode hiërarchische maatschappijen in de overbevolkte Nijlvallei en Mesopotamië, terwijl neolithische (steentijd) vestigingen in het binnenland van Arabië werden verlaten. Deze verdroging veroorzaakte een zodanige achteruitgang in de leefomgeving buiten de laaglanden van Mesopotamië in de late Urukperiode dat voortbestaan buiten de laaglanden vrijwel niet meer mogelijk was.
Omstreeks 2000 v.Chr. begon een derde ernstige droogte die ongeveer 300 jaar duurde; het lijkt een intensivering te zijn geweest van de bestaande situatie met verminderde neerslag. Aanwijzingen zijn: een stoflaag in ijskernen van de Kilimanjaro en afname van het gletsjerijs; aanwezigheid van dolomiet in een boorkern in sediment in de Golf van Oman. Stof in de gletsjer van Huascarán (Peru) uit dezelfde tijd kan duiden op grote geografische uitgestrektheid van de droogte. De effecten van de droogte werden gevoeld in noordelijk- en tropisch Afrika, het Midden-Oosten en West-Azië. Het heeft waarschijnlijk het einde van sommige beschavingen mede veroorzaakt.

## Invloed op samenlevingen
Grote delen van de Sahara en Centraal-Arabië, die tot 3000 à 2000 v.Chr. ten minste deels bewoond waren, raakten (vrijwel) ontvolkt. Ook in gebieden die bewoond zijn gebleven, vonden veranderingen plaats die deels te verklaren zijn vanuit de klimaatverandering.

##### Egypte
In het vroege holoceen (10.000-5000 v.Chr.) kwam de moesson (in de zomer) tot in Egypte. Volgens Neumann was er rond 5000 v.Chr. een afwijking naar het noorden van de Sahel-vegetatie van 550-600 km, vergeleken met de huidige locatie. Dit baseert hij op houtsoorten in archeologische vindplaatsen. In 3700 v.Chr. bevond de zone zich 300-400 km noordelijker dan nu. Met de toenemende droogte trok in Soedan de savanne zich vanaf 3200 v.Chr. terug naar het zuiden, tot rond 1300 v.Chr. de huidige positie werd bereikt.
Van 3000 tot 2700 v.Chr. kwam in Egypte het Oude Rijk tot ontwikkeling. Rond 2200 v.Chr. taande de centrale macht van de farao. Gedurende deze eerste tussenperiode (2200-2050 v.Chr) was er o.a een afname in de bouw van piramiden, mogelijk als gevolg van droogte en afname van overstromingen van de Nijl. Hierover bestaat echter geen consensus. Volgens F.A. Hassan was te kleine wateraanvoer doorslaggevend voor het ontstaan van hongersnoden en het verzwakken van de macht van de monarchie. Verminderde waterafvoer door de Nijl leidde tot afname of het achterwege blijven van jaarlijkse overstromingen. Egypte was sterk afhankelijk van het (variabele) hoogwater van de Nijl voor natuurlijke bevloeiing. Volgens Manning zijn de oorzaken complexer.
"State collapse was complicated, but unrelated to Nile flooding history."
Onderzoek is gedaan in het meer Birket Quarun (Moerismeer) in El-Fajoem. Dit meer werd vroeger gevoed door overstromingen vanuit de Nijl, waarvan het gescheiden is door een lichte glooiing in het terrein. Is de stand van de Nijl niet hoog genoeg, dan komt het water niet meer over de glooiing. Onderzoek naar de waterstanden gaf als resultaat:
- Een daling die inzette rond 5000 v.Chr.
- In 2800 v.Chr. was de waterstand in het meer inmiddels 30 meter lager dan 1500 jaar daarvoor.
- De jaren 2180-2130 v.Chr. zijn bekend met lage standen van de Nijl en de invasie van zandduinen in de vallei waar El-Fajoem ligt. Gegevens uit El Fajoem en de Nijldelta duiden erop dat er tussen 1800-1600 v.Chr. ernstige droogte was ingezet in tropisch en Oost-Afrika.
- Van 1600-1500 v.Chr. was er een tijdelijke stijging van de waterstand, en was het ook wat natter in de Sahara; daarna opnieuw droogte die in feite voortduurt tot in de 21e eeuw na Chr.

Dit is in lijn met ontwikkelingen in Nubië (Zuid-Egypte en Noord-Soedan), waar gebieden die tot dan geschikt waren voor landbouw en veeteelt, vanaf 1260 v.Chr. werden verlaten. Ook in Libië kwamen omstreeks 1220 v.Chr. hongersnoden voor.
Na de laatste nattere periode (1600-1500 v.Chr.) in de Egyptische Sahara trokken woestijnbewoners weg, vooral richting de Nijl.
In en na de eerste tussenperiode heerste ook droogte in grote gebieden rond Egypte zodat waarschijnlijk bewoners van elders naar Egypte kwamen op zoek naar voedsel. Het verhaal van Jozef die in Egypte terechtkwam (Genesis 39-50) en later gevolgd werd door familie speelt volgens Bijbelonderzoekers rond 1700-1300 v.Chr.; de dateringen zijn echter niet eensluidend.

##### Israël
Onderzoek van wadi's in de Negev-woestijn toonde aan dat ook in het gebied van het huidige Israël vanaf 11.000 v.Chr. een natter klimaat heerste. Toegenomen regenval en meer slibafzetting zijn waarschijnlijk verantwoordelijk voor het bestaan van landbouwgronden langs af en toe overstromende rivieren en beken. Stedengroei was mogelijk, niet iedereen hoefde mee te doen aan landbouwproductie.
De vrij hoge landbouwproductie door bevloeiing kon een vrij grote bevolking inclusief mensen die zelf niet in de landbouw werkten, onderhouden (beambten, vaklieden). Voor de opslag van graan kende men voorraadschuren. Een onderzoek naar omgevingsveranderingen in de zuidelijke Levant (Israël, Sinaï) toonde dat zeer droge omstandigheden heersten vanaf het eind van het derde millennium (+/- 2000 v.Chr).
Verdroging in de Levant valt samen met droogte elders, in Noord-Mesopotamië en Egypte. De klimaatverandering in het laatste deel van het 3e millennium v.Chr. met lagere waterstanden betekende dat de velden langs rivieren droog bleven en voldoende voedselproductie niet meer mogelijk was. Tegen 2000 v.Chr., aan het eind van de vroege bronstijd, werden veel steden waarschijnlijk om die reden verlaten.

##### Syrië
Na een hiaat van 1000 jaar nam rond 3000 v.Chr. in noordoost Syrië de bewoning weer toe. Er begon een nattere periode, nadat het van 4000 tot 3000 droog was geweest. Er zijn in het huidige gouvernement Al-Hakasah veel vindplaatsen van bewoonde plekken, daterend 3000 tot 2200 v.Chr. Het aantal vestigingen (dorpen/steden) was in deze tijd veel groter dan later in de ijzertijd, Romeinse tijd en Islamtijd, toen het veel droger was geworden. De neergang begon met de nieuwe droogteperiode rond 2500 v.Chr. en veel plaatsen zoals Tell Leilan waren rond 2200 v.Chr. weer verlaten.